# E19 (trasa europejska)
E19 – trasa europejska pośrednia północ-południe, biegnąca z Amsterdamu do Paryża. Trasa łączy Holandię, Belgię i Francję.
Przebieg: Amsterdam – Haga – Rijswijk – Rotterdam – Breda – Antwerpia – Bruksela – Mons – Valenciennes – Cambrai – Compiègne – Paryż.

## Stary system numeracji
Do 1985 obowiązywał poprzedni system numeracji, według którego oznaczenie E19 dotyczyło trasy: (Albania) — Janina — Korynt. Arteria E19 była wtedy zaliczana do kategorii „A”, w której znajdowały się główne trasy europejskie.

### Drogi w ciągu dawnej E19
Lista dróg opracowana na podstawie materiału źródłowego
| Grecja            | - droga nr 6: Igumenitsa – Janina - droga nr 5: Janina – Arta – Amfilochia – Agrinio – Mesológgion – Antirrion |
| przeprawa promowa | |
| Grecja            | autostrada E19: Rion – Aigion – Kórinthos                                                                      |